# You Gotta Go There to Come Back
 (avril 2021).
You Gotta Go There To Come Back est le quatrième album de Stereophonics, sorti le 2 juin 2003.

## Liste des chansons
1. Help Me (She's Out Of Her Mind)
2. Maybe Tomorrow
3. Madame Helga
4. Moviestar (inclus dans certaines éditions de l'album seulement)
5. You Stole My Money Honey
6. Getaway
7. Climbing The Wall
8. Jealousy
9. I'm Alright (You Gotta Go There To Come Back)
10. Nothing Precious At All
11. Rainbows And Pots Of Gold
12. I Miss You Now
13. High As The Ceiling
14. Since I Told You It's Over